# Bush Kill (rzeka w hrabstwie Ulster)
Bush Kill – rzeka w stanie Nowy Jork, w hrabstwie Ulster. Rzeka bierze swój początek niedaleko Sundown Wild Forest, a kończy go w zbiorniku retencyjnym Ashokan Reservoir.
Główne dopływy rzeki to: Kanape Brook oraz Dry Brook. 